# Renuncia de Colombia a la Copa Mundial de Fútbol de 1986
La XIII Copa Mundial de Fútbol estaba prevista a desarrollarse en Colombia, entre el 31 de mayo y el 29 de junio de 1986. Sin embargo, Colombia declinó luego de ser escogida como sede, marcando un hecho inédito y no repetido en la historia de los Mundiales.
México se convirtió en el primer país en celebrar dos veces una Copa del Mundo, cuando el Comité Ejecutivo de la FIFA, tras una reunión en Estocolmo, Suecia en mayo de 1983, decide sustituir la sede seleccionada en 1974, Colombia, el cual tuvo que declinar en noviembre de 1982 ante la imposibilidad de cumplir con los requerimientos que FIFA exigió para celebrar el evento.

## Antecedentes
En 1970 durante los Juegos Nacionales de Ibagué, Alfonso Senior consiguió el apoyo del gobierno de Carlos Lleras Restrepo (1966-1970), para lanzar la candidatura al Mundial.
En 1973 la Federación Colombiana de Fútbol había presentado a la FIFA su candidatura para organizar la Copa Mundial de Fútbol de 1986. El país recibió a la comisión del ente rector del fútbol mundial ese año, y la amistad entre Alfonso Senior Quevedo y sir Stanley Rous (presidente de la FIFA) ayudó a la obtención de la sede.
El 9 de junio de 1974, la FIFA designó a Colombia como sede de la Copa Mundial de Fútbol de 1986. Sin embargo, con el paso del tiempo, debido a los pocos avances en las obras de los estadios, y por las exigencias del Comité Ejecutivo de la FIFA, se fue diluyendo la posibilidad de que el país pudiese realmente albergar el evento. Cabe subrayar que para el momento en que la sede fue otorgada a Colombia, la Copa Mundial de Fútbol la disputaban 16 selecciones, pero el formato fue ampliado a 24 desde la edición de 1982.
Misael Pastrana, presidente de Colombia en 1974, felicitó a Alfonso Senior por la designación de Colombia para celebrar el certamen:

En realidad estoy altamente satisfecho. Creo que se cumple una vez más lo que tantas veces he manifestado y es que cuando el país se fija metas y se empeña, las logra. Quiero congratular a Alfonso Senior y a todos los que pusieron su dinámica acción para lograr este propósito. Y desde luego el reconocimiento del país al Comité, que en forma tan unánime lo señaló para un evento que incuestionablemente dentro de los eventos deportivos tiene una especial significación.
Misael Pastrana Borrero

Sin embargo, no se adelantó ninguna obra debido a que el gobierno de Misael Pastrana culminaba en 1974, entregando al gobierno de Alfonso López Michelsen (1974-1978), quien aunque se comprometió en su campaña presidencial llevar a cabo las obras para el mundial, tampoco hubo avances en las obras, además de chocar con intereses dentro de su mismo gobierno opuestos a la organización del certamen, y especialmente tras el Paro cívico en Colombia de 1977. Su sucesor, el gobierno de Julio César Turbay (1978-1982), tampoco adelantó obras, aparentemente debido a que no le gustaba el fútbol,[cita requerida] pero pese a esto anunció su apoyo moral y la creación de la entidad Corporación Colombia 86, un ente privado que financiaría los requerimientos de la FIFA sin injerencia del Estado. Pero los grupos empresariales que la conformaban, el Santo Domingo y el Grancolombiano, aun no hacían nada para conseguir los recursos cuando João Havelange, nuevo presidente de la FIFA, los desconoció y exigió al Gobierno ponerse al frente. La Corporación Colombia 86 apenas pudo sacar adelante los proyectos de los estadios Metropolitano de Barranquilla y el Pascual Guerrero en Cali. Bavaria retiró su participación para financiar la Copa Mundial.
Ante la falta de interés del gobierno colombiano, la FIFA ya comenzaba a desconfiar del gobierno y, a su vez, los colombianos de la FIFA.
En la final de la Copa Mundial de España 1982, una pancarta decía “Nos vemos en el Mundial Colombia 86”. La contraportada de la edición colombiana del álbum de cromos Panini del mismo mundial tenía el anuncio “Apoyamos el Mundial Colombia 86”.

## Exigencias de la FIFA
Tras las elecciones presidenciales de Colombia de 1982, los principales candidatos; Alfonso López Michelsen y Belisario Betancur prometieron en sus respectivas campañas llevar adelante las obras para el Mundial. Aunque Betancur, finalmente ganador de los comicios, afirmó solo apoyar moralmente, como su antecesor Turbay, al Mundial y que este no sería cofinanciado por el gobierno sino por la empresa privada. Sin embargo, las presiones de la FIFA se hicieron más exigentes, y Hermann Neuberger, vicepresidente de la FIFA y directivo de Adidas, mostró su abierta oposición a que el mundial se organizara en un país "donde la mayoría de gente anda descalza" e impuso un listado de requisitos para que Colombia fuese ratificada como sede del Mundial, con fecha de caducidad del 10 de noviembre de 1982.
- 12 estadios con capacidad mínima de 40.000 personas para la primera fase.
- 4 estadios con capacidad mínima de 60.000 personas para la segunda fase.
- 2 estadios con capacidad mínima de 80.000 personas para el partido inaugural y la final.
- La instalación de una torre de comunicación en Bogotá.
- Congelamiento de las tarifas hoteleras en moneda nacional para los miembros de la FIFA a partir del 1 de enero de 1986.
- La emisión de un decreto que legalizara la libre circulación de divisas internacionales en el país.
- Una robusta flota de limusinas a disposición de los directivos de la entidad.
- Una red ferroviaria que permitiera comunicar a todas las sedes.
- Aeropuertos con capacidad para el aterrizaje de aviones de reacción en todas las sedes.
- Una red de carreteras que permitiera el fácil desplazamiento de la afición.

## Sedes propuestas
Un total de 5 estadios e igual número de ciudades diferentes fueron presentados por Colombia para la realización de la Copa Mundial. Todos los escenarios iban a ser reparados y uno iba a ser completamente nuevo. El 7 de diciembre de 1979 comenzó la construcción del Estadio Metropolitano Roberto Meléndez.
| Imagen actual | Estadio                                | Aforo actual | Ciudad       | Equipos                                  | Fuente |
| ------------- | -------------------------------------- | ------------ | ------------ | ---------------------------------------- | ------ |
|               | Estadio Nemesio Camacho El Campín      | 36.343       | Bogotá       | Millonarios Santa Fe                     | [ 15 ] |
|               | Estadio Olímpico Pascual Guerrero      | 35.405       | Cali         | América de Cali                          | [ 15 ] |
|               | Estadio Metropolitano Roberto Meléndez | 46.692       | Barranquilla | Junior de Barranquilla                   | [ 16 ] |
|               | Estadio Atanasio Girardot              | 44.412       | Medellín     | Atlético Nacional Independiente Medellín | [ 17 ] |
|               | Estadio Alfonso López                  | 25.000       | Bucaramanga  | Atlético Bucaramanga                     | [ 18 ] |

## Renuncia a la sede

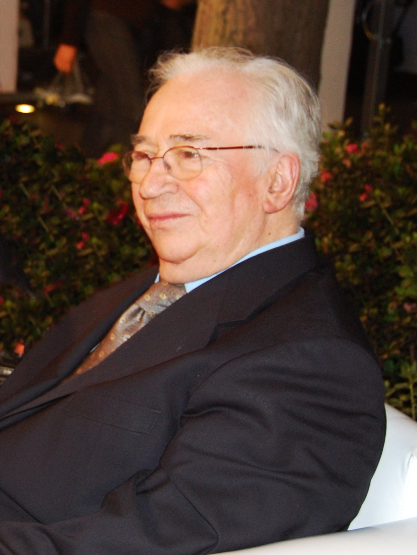
Belisario Betancur, presidente de Colombia entre 1982 y 1986.

Pese al apoyo aun de Senior, y de políticos como Jaime Castro y Ernesto Samper, el gobierno colombiano, a través del gerente del Instituto de Crédito Territorial Iván Duque Escobar, consideró dichos requisitos como excesivos e imposibles de cumplir, ante lo cual, finalmente el 25 de octubre de 1982 el presidente de Colombia Belisario Betancur anunció la cancelación de la organización del evento y los grupos empresariales Santo Domingo y Grancolombiano retiraron sus apoyos. La renuncia de Colombia a la sede del mundial de fútbol de 1986 fue confirmada por la FIFA el 5 de noviembre de 1982.

Como preservamos el bien público, como sabemos que el desperdicio es imperdonable, anuncio a mis compatriotas que el Mundial de Fútbol 1986 no se hará en Colombia. Previa consulta democrática sobre cuáles son nuestras necesidades reales no se cumplió la regla de oro consistente en que el Mundial debía servir a Colombia y no Colombia a la multinacional del Mundial. Aquí tenemos muchas otras cosas que hacer y no hay ni siquiera tiempo para atender las extravagancias de FIFA y sus socios.
Belisario Betancur

Para la elección de la nueva sede hubo cuatro países candidatos: Canadá, Brasil, Estados Unidos y México, aunque Brasil se retiró poco antes de la designación obteniendo en 2007 la sede de la Copa Mundial de Fútbol de 2014, Canadá no tenía suficientes instalaciones futbolísticas, mientras que Estados Unidos, que no tuvo mucho apoyo, prefirió organizar una mejor candidatura para la Copa Mundial de Fútbol de 1994 de la que resultó electo y ambos países inclinaron su apoyo a la candidatura mexicana.
Finalmente, el 20 de mayo de 1983, la FIFA designó por voto de unanimidad a México, que ya había sido sede de la Copa Mundial de Fútbol de 1970 y así mantenía la táctica de rotación de sedes entre Europa e Iberoamérica, además de conservar la infraestructura del Mundial pasado.

## Consecuencias y legado
Alfonso Senior Quevedo fue de los primeros en lamentar la decisión del presidente Betancur, antes de renunciar a la presidencia de la Federación Colombiana de Fútbol (FCF).

Colombia es un país enano al que no le quedan bien las cosas grandes. Y la empresa de realizar el Mundial es un compromiso grande. Yo quería para Colombia algo de ese porte, y Colombia me falló.
Alfonso Senior Quevedo.

Colombia no organizó un torneo importante de selecciones hasta la Copa América 2001, evento al que declinaron asistir las selecciones de Canadá, por inconvenientes logísticos con sus futbolistas, y de Argentina por presunto riesgo a su seguridad.
El país se postuló nuevamente para organizar la Copa Mundial de Fútbol para la edición 2014, lo cual fue anunciado por el entonces presidente Álvaro Uribe Vélez, en la inauguración de los Juegos Centroamericanos y del Caribe realizados en Cartagena de Indias, el 15 de julio de 2006. Finalmente, el 11 de abril de 2007, el presidente de la FCF Luis Bedoya confirmaría la renuncia de Colombia a ser sede del torneo, dejando a Brasil como el único candidato, y posteriormente elegido como sede de la Copa Mundial de Fútbol de 2014. Sin embargo, el 26 de mayo de 2008 Colombia fue designada como sede de la Copa Mundial de Fútbol Sub-20 de 2011, el primer mundial de fútbol FIFA que ha organizado Colombia. 
El segundo mundial fue el Sub-20 femenino de 2024. Copa Mundial Femenina de Fútbol Sub-20 de 2024
Posteriormente, en agosto de 2016, Colombia anunció su intención de organizar la Copa Mundial Femenina de Fútbol de 2023, pero el 25 de junio de 2020 el presidente de la FIFA Gianni Infantino anunció a Australia y Nueva Zelanda como anfitrionas del torneo, derrotando a la candidatura de Colombia por votación de 22-13 en la primera y única ronda de votos.
Cabe señalar que esta no es la única vez que Colombia ha perdido la sede de un evento deportivo internacional, ya que el 20 de mayo de 2021 la Conmebol decidió quitarle la sede de la Copa América 2021 debido a los problemas de orden público como consecuencia de las protestas en el país.
En 2019, el entonces presidente Iván Duque, acogió la idea de su homólogo de Ecuador, Lenín Moreno, para presentar una candidatura conjunta con Perú para organizar la Copa Mundial de Fútbol de 2030.